# Flecktarn (Bundeswehr)

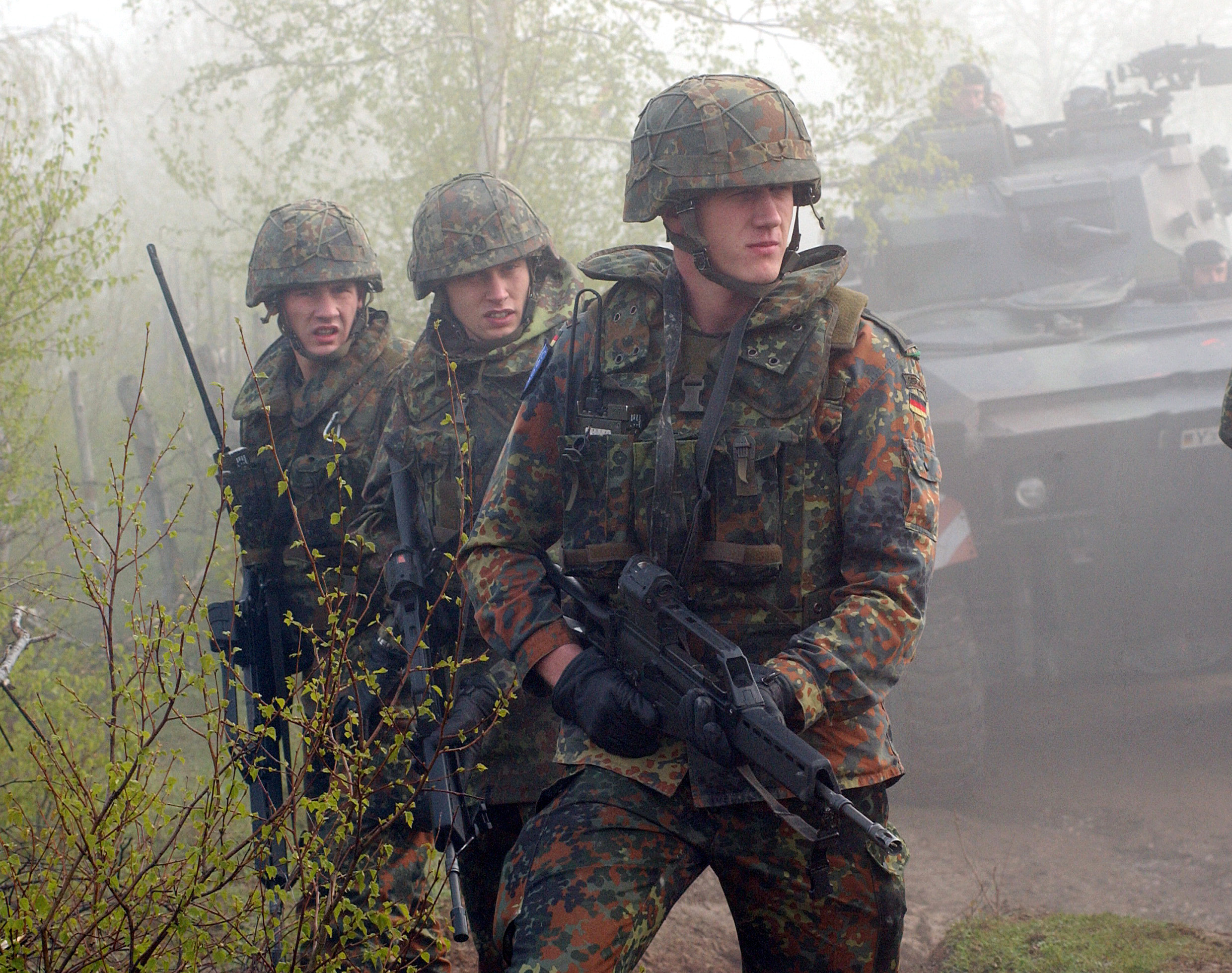
Bundeswehrsoldaten im „Feldanzug, Tarndruck“

Tarndruck ist das ab 1991 eingeführte Tarnmuster der Bundeswehr und wird sowohl von Soldaten des Heeres, der Luftwaffe als auch der Marine in Dienst und Gefecht getragen. Während der Entwicklung wurde der Tarndruck als das Flecktarn B (groß) bezeichnet. Die Ursprünge des Tarnmusters „Flecktarn“ reichen bis in die 1930er Jahre zurück und basieren auf Tarnmustern der Waffen-SS.
Die Flecktarn-Bekleidung wird in der Bundeswehr sukzessive, bis 2029, durch Bekleidung mit dem Tarnmuster Multitarn ersetzt.
Bei der Bundeswehr wird mit dem Begriff „Flecktarn“, in Anlehnung an die Motivgebung, auch der Feldanzug bezeichnet.

## Entwicklung
Die in der Frühzeit der Bundeswehr für deren Ausrüstung zuständige Dienststelle Blank experimentierte ab 1955 auch mit einer leicht abgewandelten Ausführung des SS-Leibermusters. Dieses Tarnmuster wurde in Zusammenhang mit der geplanten Europäischen Verteidigungsgemeinschaft (EVG) neu erprobt und sollte als gemeinsame EVG-Uniform eingeführt werden. Die sechsfarbig bedruckten Stoffe und Uniformen stammten aus Belgien. Nachdem sich Frankreich kurzfristig von dem bereits weit fortgeschrittenen EVG-Projekt distanziert hatte, wurde die bereits begonnenen Ausgabe des Leibermusters an die Bundeswehr Anfang 1956 eingestellt. Noch 1956 wurde bei der Truppe ein Kampfanzug in leicht abgewandeltem Splittertarn M31 der Reichswehr bzw. Wehrmacht eingeführt. Dieses existierte in drei verschiedenen Varianten. Bereits in den frühen 1960er Jahren wurde der Kampfanzug in Splittertarn gegen einen bei den NATO-Partnern entlehnte, einfarbige Oliv-Variante im Farbton RAL 6014 (Gelboliv) ersetzt.
Ab 1976 wurde das Interesse an einem Tarnmuster wieder geweckt. Daher führte die Bundeswehr in der zweiten Jahreshälfte 1976 eine Reihe von Truppenversuchen durch, mit denen die Wirksamkeit verschiedener neuer, teilweise in Zusammenarbeit mit der französischen Armee entwickelter, Tarnmuster getestet werden sollte. Im Versuch befanden sich verschiedene Fünffarb-Muster:
- das „Sägezahnmuster“, das Sequenzen aus dem SS-Palmenmuster wiederaufnahm,
- das „Punkttarnmuster“, das kleine, eng gedruckte Gruppen von Punkten in drei Farben darstellt, wie sie erstmals beim Erbsenmuster M44 zu sehen war.
- Flecktarn A, eine Neuentwicklung, die optisch an das historische SS-Platanenmuster erinnerte.
- Flecktarn A (klein), eine Ton-in-Ton-Variante des Flecktarns A, dessen Farbkontrast sehr gering war.
- Flecktarn B (groß), ebenfalls eine computergestützte Neuentwicklung, die optisch auch an das Platanenmuster erinnerte und damit die historischen Untersuchungen der 1930er Jahre bestätigte.

Ein fünftes Versuchsmuster war ein 1988 erprobtes Dreifarben-Muster:
- Flecktarn C („Schattentarn“), optisch ebenfalls eine Variante des Platanenmusters mit Flecken und Umrissen in kontrastarmen graugrünen Farben.

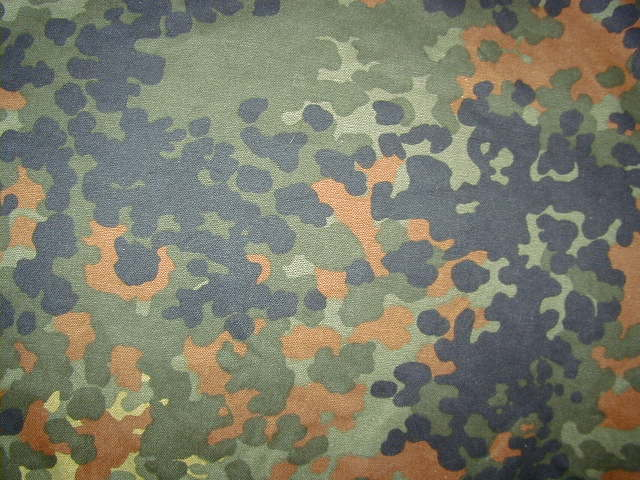
Flecktarn B (groß) der Bundeswehr; 1991 eingeführt

Das als Ergebnis des Truppenversuchs 1976 ausgesuchte Tarnmuster (Flecktarn B) wurde nicht direkt in Truppenverwendung gegeben, sondern verschwand aus finanziellen und politischen Gründen zunächst wieder in den Schubladen. Erst bei der „Erprobung 88“ tauchte es in den Jahren 1987 bis 1990 als Teil der Versuchsreihe „Kampfanzug 90“ wieder auf. Ebenso wurde in den Jahren 1986 bis 1987 kurzzeitig ein Flecktarnmuster erprobt, das etwas kleinere enger gestellte, dafür aber insgesamt farblich hellere Flecken aufwies. Dieses Muster ist in der Uniformsammlung des Panzermuseums in Munster zu besichtigen. Flecktarn B (groß) wurde schließlich am 20. Februar 1991 verbandsweise in der Bundeswehr eingeführt.
Das deutsche Flecktarn B (groß) wurde auch in folgenden Ländern eingeführt:
- Belgien
- Österreich (lediglich in Deutschland beschaffte Helme der Polizeispezialeinheiten)
- Niederlande (hier aus politischen Gründen niemals eingeführt, sondern lediglich kurzzeitig begutachtet)
- Belarus (hier auch nur bei einigen Polizei- und Milizeinheiten)
- China (als Plagiat von Soldaten der Volksbefreiungsarmee im besetzten Tibet; siehe Artikel Flecktarn)

## Varianten
Auf der Grundlage dieses Tarnmusters entwickelte die Bundeswehr zunächst für Truppenversuche bei dem Einsatz in Somalia 1993/94 das fälschlicherweise als „Wüstentarn“ bezeichnete Drei-Farben-Muster (dunkelgrün/dunkelbraun/beige) für Trockengebiete mit Restbewuchs bzw. Steppengebiete. Derzeit in der Entwicklung befinden sich ein echtes Wüstentarnmuster für vegetationslose Wüsten, bestehend aus Grau- und Rosafarbtönen, sowie ein „Gebirgsflecktarn“ für Fels- und Hochgebirge. Eine weitere Flecktarnvariante, die gerade verschiedene Tests durchläuft, ist eine Ausführung für kiesige Ufergebiete. Diese Variante ist jedoch nur für die Abdeckung von z. B. kleinen Booten gedacht.
Das Wintertarnmuster hingegen ist keine Flecktarn-Variante, sondern besteht aus wenigen großen, ausgefransten, grünen Flecken auf weißem Grund. Dieses Tarnmuster wurde ursprünglich Anfang der 1960er Jahre nur für die Gebirgsjägertruppe eingeführt, jedoch später wegen seiner guten Wirkung für die ganze Truppe übernommen. Bislang gilt dieses Tarnmuster als eines der effektivsten in Winterregionen und gehört zu den meistkopierten Tarnmustern der Welt.
Häufig verwendet, aber falsch ist die Bezeichnung „Tarnfleck“.

## Kritik
Seit seiner Einführung fand das Flecktarn B (groß) der Bundeswehr in Militärkreisen große Zustimmung. So war es bis zum Jahrtausendwechsel unangefochtener Vergleichssieger der NATO-Partner in puncto Tarnwirkung im bewaldeten Gelände. Mittlerweile steht das Muster jedoch in der Kritik. Ziel ist die Entwicklung wandelbarer, langlebiger Tarnung, die dem Geländehintergrund und der Lichtsituation angepasst werden kann und Wärmeabstrahlung fast völlig unterdrückt.

## Nachfolger
Derzeit entwickelt das Wehrwissenschaftliche Institut für Werk- und Betriebsstoffe neben neuen Flecktarnvarianten noch ganz neue Tarnmuster für das Meer, felsige Umgebung sowie für bebautes Gelände. Inwieweit solche sehr spezifischen Muster tatsächlich eingeführt werden, steht aufgrund der finanziellen Rahmenbedingungen der Bundeswehr dahin. Querschnittliche Ausrüstung dürften solche Muster ohnehin nicht werden.
Im Februar 2016 gab die Bundeswehr bekannt, dass das Wehrwissenschaftliche Institut für Werk- und Betriebsstoffe in Erding zwei neue Tarnmuster entwickelt hat. Einen Multitarndruck für Regionen mit geringem bis mäßigem Grünanteil sowie einen neuen Schneetarndruck.
Im Juli 2025 wurde bekannt, dass die Bundeswehr Multitarn für alle Soldaten einführen will. Bis dahin, von 2016 bis 2026, wurde das Muster lediglich von Spezialeinheiten verwendet. Der Multitarn sei „nicht das beste Muster in möglichst vielen Einsatzumgebungen, sondern in möglichst vielen Einsatzumgebungen nicht das Schlechteste“.

## Siehe auch

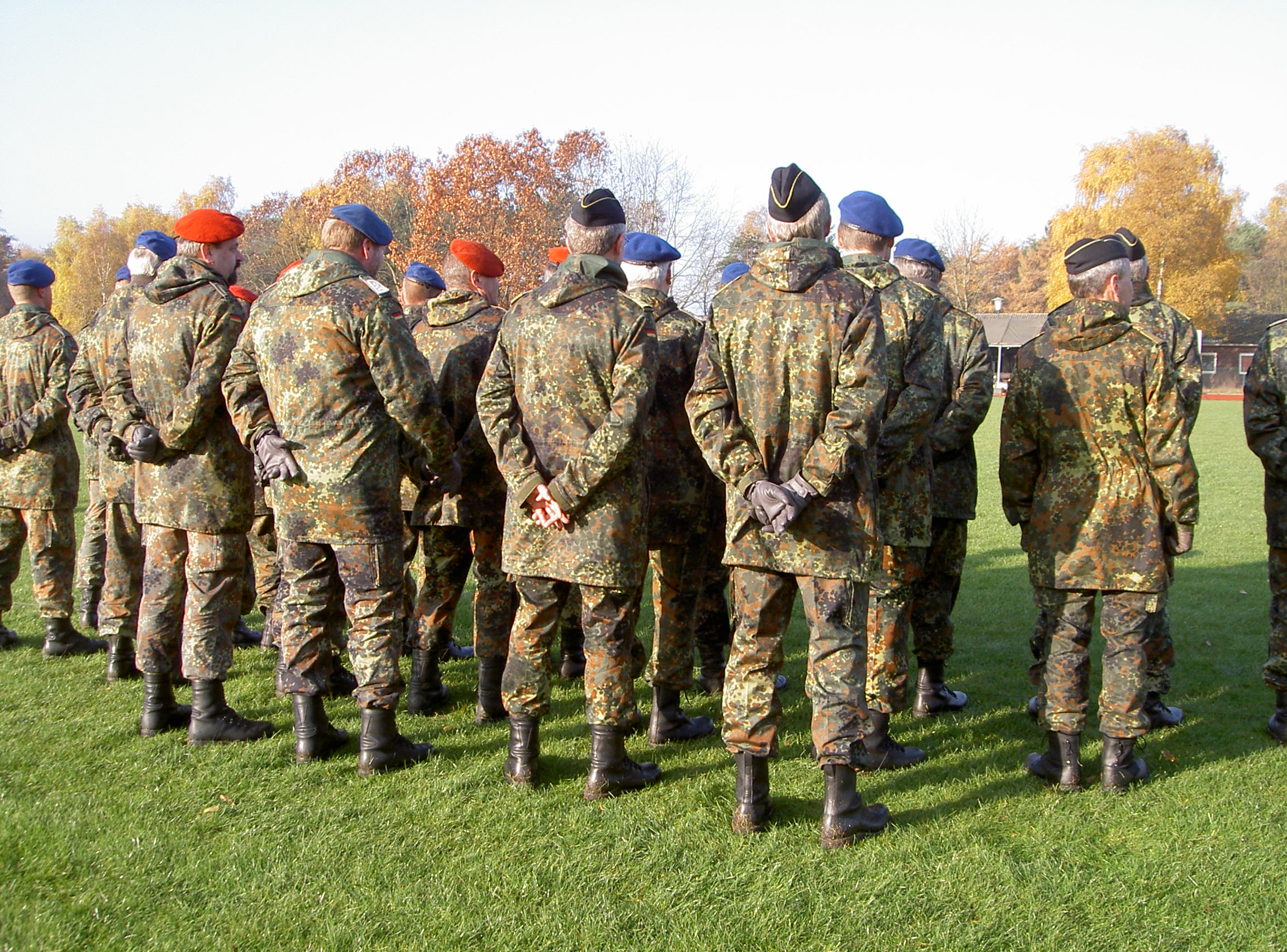
Offiziere in Breitenburg (2003)